# BE Волка
BE Волка (лат. BE Lupi) — одиночная переменная звезда в созвездии Волка на расстоянии (вычисленном из значения параллакса) приблизительно 3379 световых лет (около 1036 парсеков) от Солнца. Видимая звёздная величина звезды — от менее +16m до +13,8m.

## Характеристики
BE Волка — оранжевый гигант, пульсирующая переменная звезда, мирида (M) спектрального класса K. Радиус — около 13,74 солнечных, светимость — около 56,351 солнечных. Эффективная температура — около 4266 K.